# Cerca-la-Source
Cerca-la-Source (Sèka Lasous en créole haïtien) est une commune d'Haïti située à la frontière de la République dominicaine, dans le département du Centre et chef-lieu de l'arrondissement de Cerca-la-Source.

## Démographie
La commune est peuplée de 56 532 habitants(recensement par estimation de 2015).

## Administration
La commune est composée des sections communales de :
- Acajou Brûlé 1
- Acajou Brûlé 2
- Lamielle

## Économie
L'économie locale repose sur la culture du café, du citron vert et de la canne à sucre. L'élevage est également un secteur d'activité important ainsi que la production de miel dans des ruches.

## Géographie
Cerca-la-Source est le lieu de la confluence de la rivière Victorine qui se jette dans la rivière Lociane. Elles contribuent à l'alimentation du bassin fluvial du fleuve artibonite.